# Lijst van Disney Channel Original Movies
Dit is een lijst van televisiefilms die werden of worden uitgezonden door Disney Channel. Deze worden sinds 2023 Disney Original Movies genoemd. Van 1983 tot 1996 was het Disney Channel Premiere Films en van 1997 tot 2022 Disney Channel Original Movies. De succesvolle films zijn uitgebracht op dvd (aangegeven met *).

## Disney Channel Premiere Films

### 1983
1. Tiger Town (9 oktober 1983)

### 1984
1. Gone Are the Dayes (6 mei 1984)
2. Love Leads the Way (7 oktober 1984)

### 1985
1. Lots of Luck (3 februari 1985)
2. The Undergrads (5 mei 1985)
3. The Blue Yonder (17 november 1985)

### 1986
1. Help Wanted: Kids (2 februari 1986)
2. Mr. Boogedy (20 april 1986)
3. The Parent Trap II (26 juli 1986) *
4. Spot Marks the X (18 oktober 1986)
5. Down the Long Hills (15 november 1986)
6. Fluppy Dogs  (27 november 1986)

### 1987
1. Strange Companions (28 februari 1987)
2. Anne of Avonlea: The Continuing Story of Anne of Green Gables (19 mei 1987) *
3. Not Quite Human (19 juni 1987)
4. The Christmas Visitor (5 december 1987)

### 1988
1. Rock N Roll Mom (7 februari 1988)
2. Save the Dog (19 maart 1988)
3. Night Train to Kathmandu (5 juni 1988)
4. Ollie Hopnoodle's Haven of Bliss (6 augustus 1988)
5. A Friendship in Vienna (27 augustus 1988)
6. Good Old Boy (11 november 1988)
7. Goodbye, Miss 4th of July (3 december 1988)

### 1989
1. The Parent Trap III (9 april 1989)
2. Not Quite Human II (23 september 1989)
3. The Parent Trap: Hawaiian Honeymoon (19 november 1989)

### 1990
1. Lantern Hill (27 januari 1990) *
2. Chips, the War Dog (24 maart 1990)
3. Mother Goose Rock 'n' Rhyme (19 mei 1990)
4. Back Home (7 juni 1990)
5. The Little Kidnappers (17 augustus 1990)
6. Back to Hannibal: The Return of Tom Sawyer and Huckleberry Finn (21 oktober 1990)

### 1991
1. Bejewelled (20 januari 1991)
2. Perfect Harmony (31 maart 1991) *
3. Mark Twain and Me (21 november 1991)

### 1992
1. Still Not Quite Human (31 mei 1992)

### 1993
1. The Ernest Green Story (17 januari 1993)
2. Spies (7 maart 1993)
3. Heidi (18 juli 1993) *
4. Airborne (17 september 1993)

### 1994
1. On Promised Land (17 april 1994)
2. The Whipping Boy (31 juli 1994)

### 1995
1. The Old Curiosity Shop (19 maart 1995)
2. Escape to Witch Mountain (29 april 1995)
3. The Four Diamonds (12 augustus 1995)

### 1996
1. The Little Riders (24 maart 1996)
2. Nightjohn (1 juni 1996)
3. Susie Q (1996)
4. Wish Upon A Star (12 november 1996)

### 1997
1. The Paper Brigade (25 februari 1997)
2. Northern Lights (23 augustus 1997)

## Disney Channel Original Movies

### 1997
1. Under Wraps (25 oktober 1997) *

### 1998
1. You Lucky Dog (27 juni 1998)
2. Brink! (29 augustus 1998) *
3. Halloweentown (17 oktober 1998) *

### 1999
1. Zenon: Girl of the 21st Century (23 januari 1999)
2. Can of Worms (10 april 1999)
3. The Thirteenth Year (15 mei 1999)
4. Smart House (26 juni 1999)
5. Johnny Tsunami (24 juli 1999)
6. Genius (21 augustus 1999)
7. Don't Look Under the Bed (9 oktober 1999)
8. Horse Sense (20 november 1999)

### 2000
1. Up, Up, and Away (22 januari 2000)
2. The Color of Friendship (5 februari 2000)
3. Alley Cats Strike (18 maart 2000)
4. Rip Girls (22 april 2000)
5. Miracle in Lane 2 (13 mei 2000) *
6. Stepsister from Planet Weird (17 juni 2000)
7. Ready to Run (14 juli 2000)
8. Quints (18 augustus 2000)
9. The Other Me (8 september 2000)
10. Mom's Got a Date with a Vampire (13 oktober 2000)
11. Phantom of the Megaplex (10 november 2000)
12. The Ultimate Christmas Present (1 december 2000)

### 2001
1. Zenon: The Zequel (12 januari 2001)
2. Motocrossed (16 februari 2001)
3. The Luck of the Irish (9 maart 2001)
4. Hounded (13 april 2001)
5. Jett Jackson: The Movie (8 juni 2001)
6. The Jennie Project (13 juli 2001)
7. Jumping Ship (17 augustus 2001) *
8. The Poof Point (14 september 2001)
9. Halloweentown II: Kalabar's Revenge (12 oktober 2001) *
10. 'Twas the Night (7 december 2001)

### 2002
1. Double Teamed (18 januari 2002)
2. Cadet Kelly (8 maart 2002) *
3. Tru Confessions (5 april 2002)
4. Get a Clue (28 juni 2002) *
5. Gotta Kick It Up! (26 juli 2002)
6. A Ring of Endless Light (23 augustus 2002)
7. The Scream Team (4 oktober 2002)

### 2003
1. You Wish! (10 januari 2003)
2. Right on Track (21 maart 2003)
3. The Even Stevens Movie (13 juni 2003) *
4. Eddie's Million Dollar Cook-Off (18 juli 2003)
5. The Cheetah Girls (15 augustus 2003) *
6. Full-Court Miracle (21 november 2003)

### 2004
1. Pixel Perfect (16 januari 2004)
2. Going to the Mat (19 maart 2004)
3. Zenon: Z3 (11 juni 2004)
4. Stuck in the Suburbs (16 juli 2004)
5. Tiger Cruise (6 augustus 2004)
6. Halloweentown High (8 oktober 2004) *

### 2005
1. Now You See It... (14 januari 2005)
2. Buffalo Dreams (11 maart 2005)
3. Kim Possible: So the Drama (8 april 2005) *
4. Go Figure (11 juni 2005)
5. Life Is Ruff (15 juli 2005)
6. The Proud Family Movie (19 augustus 2005) *
7. Twitches (14 oktober 2005) *

### 2006
1. High School Musical (20 januari 2006) *
2. Cow Belles (24 maart 2006) *
3. Wendy Wu: Homecoming Warrior (16 juni 2006) *
4. Read It and Weep (21 juli 2006) *
5. The Cheetah Girls 2 (25 augustus 2006) *
6. Return to Halloweentown (20 oktober 2006)

### 2007
1. Jump In! (12 januari 2007) *
2. Johnny Kapahala: Back on Board (juni/juli 2007)
3. High School Musical 2 (17 augustus 2007) *
4. Twitches Too (oktober 2007)

### 2008
1. Minutemen (25 januari 2008)
2. Camp Rock (20 juni 2008) *
3. The Cheetah Girls: One World (22 augustus 2008)

Als Walt Disney Pictures
1. High School Musical 3: Senior Year

### 2009
1. Dadnapped (16 Februari 2009)
2. Hatching Pete (24 April 2009) *
3. Princess Protection Program (26 Juni 2009) *
4. Wizards of Waverly Place: The Movie (28 Augustus 2009) *

### 2010
1. Starstruck (14 februari 2010) *
2. Den Brother (13 augustus 2010)
3. Camp Rock 2: The Final Jam (3 september 2010) *
4. Avalon High (12 november 2010)

Deze werden later aan de lijst van Disney Channel Original Movies toegevoegd
1. Harriet the Spy: Blog Wars  (26 maart 2010)
2. 16 Wishes  (25 juni 2010)

### 2011
1. The Suite Life Movie (25 maart 2011)
2. Lemonade Mouth (15 april 2011) *
3. Sharpay's Fabulous Adventure (22 mei 2011) *
4. Phineas and Ferb the Movie: Dwars door de 2de dimensie (5 augustus 2011) *
5. Geek Charming (11 november 2011)
6. Good Luck Charlie, It's Christmas! (2 december 2011)

### 2012
1. Frenemies (13 januari 2012)
2. Radio Rebel (17 februari 2012)
3. Let It Shine (15 juni 2012)
4. Girl vs. Monster (12 oktober 2012)

### 2013
1. Teen Beach Movie (19 juli 2013) *

### 2014
1. Cloud 9 (De ultieme sprong) (17 januari 2014)
2. Zapped (27 juni 2014)
3. How to Build a Better Boy (15 augustus 2014)

### 2015
1. Bad Hair Day (13 februari 2015)
2. Teen Beach movie 2 (26 juni 2015)
3. Descendants (31 juli 2015)
4. Invisible Sister (9 oktober 2015)

### 2016
1. Adventures in Babysitting (24 juni 2016)
2. The Swap (7 oktober 2016)

### 2017
1. Tangled: Before Ever After (10 maart 2017)
2. Descendants 2 (21 juli 2017)

### 2018
1. Zombies (16 februari 2018)
2. Freaky Friday (10 augustus 2018)

### 2019
1. Kim Possible (15 februari 2019)
2. Descendants 3 (2 augustus 2019)

Deze werden later aan de lijst van Disney Channel Original Movies toegevoegd
1. Back of the Net  (15 juni 2019)

### 2020
1. Zombies 2 (14 februari 2020)
2. Upside-Down Magic (31 juli 2020)

### 2021
1. Spin (13 augustus 2021)
2. Under Wraps (1 oktober 2021)
3. Christmas... Again?! (3 december 2021)

### 2022
1. Zombies 3 (12 augustus 2022)
2. Under Wraps 2 (25 september 2022)

### 2023
1. Prom Pact (30 maart 2023)
2. The Slumber Party (27 juli 2023)
3. The Naughty Nine (22 november 2023)

### 2024
1. Big City Greens the Movie: Spacecation
2. Descendants: The Rise of Red

### 2025
1. Zombies 4: Dawn of the Vampires